# Terapia konwersyjna
Ten artykuł opisuje teorie, metody lub czynności niezgodne ze współczesną wiedzą medyczną.
Terapia konwersyjna, terapia reparatywna (ang. conversion therapy, sexual orientation change efforts (SOCE), reparative therapy) – pseudonaukowa praktyka polegająca na próbach zmiany orientacji seksualnej danej osoby z homoseksualnej lub biseksualnej na heteroseksualną lub tożsamości płciowej osób transpłciowych. Jest uznawana przez IRCT za torturę. Nie istnieją wiarygodne dowody na to, że orientacja seksualna może zostać zmieniona, a instytucje medyczne ostrzegają, że praktyki terapii konwersyjnej są nieskuteczne i potencjalnie szkodliwe. Organizacje medyczne, naukowe i rządowe w Stanach Zjednoczonych i Wielkiej Brytanii wyraziły obawy co do zasadności, skuteczności i etyczności terapii konwersyjnych. Jej metody są powszechnie uznawane za nieetyczne, między innymi ze względu na inwazyjne i odczłowieczające metody, a sama technika uchodzi za umotywowaną homofobią i heteroseksizmem.
Psychologowie Jack Drescher, Ariel Shidlo i Michael Schroeder, redaktorzy książki poświęconej analizie terapii konwersyjnej, zauważyli, że pomimo usunięcia homoseksualizmu z listy chorób psychicznych przez WHO w 1990 r. i znacznego polepszenia się sytuacji polityczno-społecznej osób nieheteroseksualnych w Stanach Zjednoczonych, „marginalny podzbiór specjalistów od zdrowia psychicznego wciąż diagnozuje i leczy osoby o orientacji homoseksualnej tak, jakby były chore”, a w „swym terapeutycznym entuzjazmie – o ile nie ideologicznym lub religijnym zapale – stwarzania heteroseksualistów; terapeuci ci nie zauważają lub ignorują wszelkie możliwie szkodliwe efekty takich terapii”, z których żadna nie wykazała się skutecznością.

## Stanowiska organizacji naukowych

### Krytyka
13 organizacji, w tym Amerykańskie Towarzystwo Psychologiczne, opublikowały poradnik na temat orientacji seksualnych zatytułowany „Just the Facts about Sexual Orientation and Youth” („Tylko fakty o orientacji seksualnej i młodzieży”), w której stwierdzają, że homoseksualizm jest stanem normalnym i nie podlega leczeniu. Stanowisko takie wyrażają wszystkie czołowe organizacje naukowe głównego nurtu. Praktyki oferujące zmianę orientacji seksualnej nie mają poparcia żadnej z tych organizacji. Mimo to, pewne środowiska polityczne i religijne próbują praktykować „terapię konwersyjną” i propagują ją wśród społeczeństwa. Tego typu oddziaływanie jest oceniane jako nieskuteczne i wiąże się z licznymi zagrożeniami funkcjonowania psychiki osoby poddanej tego typu „terapii”.
Wśród psychologów istnieje pogląd, że orientacja seksualna nie może być przedmiotem świadomego wyboru i nie podlega zmianie, a homoseksualizm nie jest chorobą, zaburzeniem psychicznym czy problemem emocjonalnym.
Krytyka ze strony organizacji zawodowych, skupiających psychiatrów, psychologów i innych specjalistów w zakresie zdrowia psychicznego dotyczy celowości, efektywności i zgodności z etyką zawodową. W obecnym rozumieniu żadna orientacja seksualna nie może być wartościowana i w konsekwencji tego traktowana jako zaburzenie psychiczne. Z tego względu w klasyfikacjach chorób (DSM i ICD-10) nie uwzględnia się jakiejkolwiek orientacji seksualnej jako zaburzenia.

Amerykańska Akademia Pediatryczna doradza młodzieży poszukiwanie wsparcia psychologicznego w przypadku poczucia niepewności co do tożsamości seksualnej. Unikaj wszelkich terapii, które mają na celu zmianę orientacji seksualnej lub leczenia bazującego na twierdzeniu, że homoseksualizm jest chorobą.

Amerykańskie Towarzystwo Psychiatryczne podtrzymuje stanowisko z 1973 roku, że homoseksualizm nie jest jednostką chorobową. W ostatnim czasie pojawiły się głosy kwestionujące powyższą tezę, które opierają się na założeniu, że homoseksualizm może zostać wyleczony. Podstawą tego typu twierdzeń nie są jednak rzetelne badania naukowe przeprowadzane przez kompetentnych specjalistów, lecz przekonania religijne lub polityczne nie respektujące praw obywatelskich osób homoseksualnych.

Stosowanie terapii reparatywnej jest nieetyczne z natury, ponieważ narusza wiele podstawowych zasad etyki terapeutycznej: ignoruje wiedzę naukową, uwłacza godności pacjentów, powoduje wzrost ich napiętnowania społecznego, w końcu poważnie szkodzi relacjom między pacjentami a ich otoczeniem.

Amerykańskie Towarzystwo Wsparcia Psychologicznego przyjęło w 1998 roku stanowisko, w którym sprzeciwia się twierdzeniu, iż osoby LGB są chore psychicznie w związku ze swoją orientacją seksualną. Jednocześnie wspiera głoszenie prawdziwych informacji o orientacjach seksualnych, zdrowiu psychicznym i właściwych interwencjach psychologicznych celem wyparcia informacji opartych na uprzedzeniach, ignorancji lub błędnych przekonaniach o orientacji homoseksualnej. Ponadto potępiamy promocję „terapii reparatywnej” jako metody „leczenia” osób homoseksualnych.

W 2012 Pan-Amerykańska Organizacja Zdrowia (oddział Światowej Organizacji Zdrowia dla obu Ameryk) wydała oświadczenie ostrzegające przed tzw. ‘leczeniem’ osób o nie-heteroseksualnej orientacji seksualnej, ponieważ ‘terapia’ taka nie posiada medycznych podstaw i reprezentuje poważne zagrożenie dla zdrowia pacjentów. Jednocześnie zarekomendowano, aby tego typu zła praktyka była potępiona i podlegała pod sankcje legalne, gdyż opiera się na łamaniu pryncypiów opieki zdrowotnej i praw człowieka.
Amerykańskie Towarzystwo Psychologiczne twierdzi, że obecne badania nie pozwalają na danie jakiegokolwiek wsparcia interwencjom psychologicznym mającym na celu zmianę orientacji seksualnej. Organizacja wezwała też pracowników służby zdrowia, polityków, działaczy społecznych i organizacje religijne do współpracy w zakresie dbania o zdrowie i dobre samopoczucie mniejszości seksualnych.

#### W Polsce
W dniu 5 lipca 2020 r. Polskie Towarzystwo Psychoterapii Gestalt podjęło w ramach Walnego Zgromadzenia uchwałę o następującej treścji:
Polskie Towarzystwo Psychoterapii Gestalt uznaje za nieetyczne oddziaływania konwersyjne mające na celu zmianę tożsamości seksualnej i płciowej klientek i klientów/pacjentów i pacjentek. Oddziaływania takie uznajemy za sprzeczne ze współczesną wiedzą opartą na dowodach naukowych oraz teorią i praktyką psychoterapii.

### Zróżnicowanie orientacji seksualnej
Oświadczenie Amerykańskiego Towarzystwa Psychologicznego:

Nie ma wśród naukowców konsensusu, co do dokładnych przyczyn rozwijania się u jednostki orientacji heteroseksualnej, biseksualnej, gejowskiej czy lesbijskiej. Pomimo licznych badań, które poszukiwały możliwych genetycznych, hormonalnych, rozwojowych, społecznych i kulturowych wpływów na seksualną orientację, nie pojawiły się żadne odkrycia, które pozwoliłyby naukowcom na wniosek mówiący, że seksualna orientacja jest determinowana przez jakikolwiek szczególny czynnik czy czynniki. Wielu uważa, że zarówno natura, jak i wychowanie wspólnie odgrywają skomplikowane role; większość osób doświadcza niewielkiego lub żadnego wyboru dotyczącego ich orientacji seksualnej.

## Przyczyny podejmowania prób reorientacji

### Presja otoczenia
Osoby doświadczają presji ze strony rodziny, znajomych, przywódców politycznych, religijnych i społeczeństwa w ogólnym rozumieniu by dostosować się do heteronormatywnych standardów; istnieje też przeświadczenie o tym, że wyłącznie heteroseksualizm jest normalną orientacją seksualną (heteroseksizm), i przekonanie na gruncie kilku religii, że homoseksualizm jest grzechem.

### Egodystoniczność
Orientacja seksualna niezgodna z ego (egodystoniczna) to zaburzenie, w którym orientacja seksualna jest znana, ale dana osoba chce ją zmienić z powodu współistniejących zaburzeń psychicznych i zachowania. Często jest to wynikiem wrogiej postawy społeczeństwa lub braku oparcia z jego strony, lub też konfliktu pomiędzy własną seksualnością a systemem wierzeń.
Z ankiety przeprowadzonej wśród brytyjskich psychologów, psychoanalityków i psychiatrów wynika, że do 17% z nich zgłosiła się co najmniej jedna osoba chcąca zmienić swoją homoseksualną orientację seksualną na heteroseksualną.

## Metody prób zmiany orientacji seksualnej
Istnieje wiele metod, którym poddaje się lub poddawane były osoby homoseksualne, by próbować zmienić ich orientację seksualną – począwszy od pseudonaukowego warunkowania behawioralnego po psychoterapię i modlitwę. Poniższe sekcje są zbiorem metod i mogą nie być wyczerpujące.

### Metody behawiorystyczne
Terapia behawioralna opiera się na koncepcji warunkowania. Zakłada, że za pomocą tego mechanizmu można oduczyć osobę poddaną tej terapii niepożądanych zachowań. Oddziaływania polegają na próbie usunięcia podniecenia seksualnego poprzez wprowadzenie skojarzenia między bodźcami stymulującymi seksualnie z nieprzyjemnością, bólem. Aby to osiągnąć, pacjent poddawany jest działaniu bodźców wywołujących podniecenie (np. pokazuje mu się obrazy nagich przedstawicieli własnej płci), a następnie otrzymuje bodźce awersyjne w postaci szoków elektrycznych lub środków wymiotnych. Druga część terapii polega na wprowadzeniu skojarzenia między przedstawicielami płci odmiennej a stymulacją seksualną. Aby to osiągnąć, prezentuje się pacjentowi obrazy przedstawicieli przeciwnej płci oraz zaleca mu się w tym czasie masturbować się.
Metoda behawiorystyczna jest już coraz rzadziej spotykana, ze względu na konflikt z samą czynnością masturbacji, która jest powszechnie uważana w tych środowiskach za czynność naganną moralnie.

### Okaleczanie i odurzanie
W Europie panowało przekonanie, że homoseksualność można wyleczyć wycięciem części mózgu (lobotomią). W innych próbach zmiany orientacji seksualnej u ludzi wykorzystywano histeroktomię, owariektomię, klitoridektomię, wazektomię i kastrację oraz przyżeganie. Podejmowano się też operacji na nerwie sromowym u mężczyzn homoseksualnych.
Do jednej z metod używanych przy próbie zmiany orientacji osób homoseksualnych były elektrowstrząsy. Są one nadal używane w Chinach, np. przez dr Zhou.
W próbach zmiany orientacji seksualnej wykorzystywano hormony, szok farmakologiczny, seksualne stymulanty i seksualne depresanty.

### Psychodynamiczne i psychoanalityka
Sigmund Freud, ojciec psychoanalizy, uważał, że homoseksualizm jest jednym z wariantów seksualności, istniejącym obok heteroseksualizmu i nie stanowi patologii. Twierdzenie to nie spotkało się z akceptacją następców Freuda, którzy w homoseksualizmie widzieli nieprawidłowe rozwiązanie kompleksu Edypa. Terapeuci próbowali zastosować psychoanalizę do zmiany orientacji psychoseksualnej. Podejście do homoseksualizmu zmieniło się wraz z wykreśleniem go z listy psychologicznych problemów zdrowotnych DSM. W Polsce szerzej temu zagadnieniu poświęcona była praca „Męskość, kobiecość. O różnicach wynikających z płci” wydana przez Gdańskie Wydawnictwo Psychologiczne.
Istnieją oświadczenia profesjonalnych organizacji psychoanalityków, które uznają terapie konwersyjne za chybione i niesłużące poprawie zdrowia psychicznego pacjentów. Przeciwnie, ich efektem może być pogłębienie się wpływu negatywnych stereotypów na zdrowie pacjentów. Przykładem takiego stanowiska psychoanalityków było oświadczenie Amerykańskiego Stowarzyszenia Psychoanalityków (American Psychoanalytical Association) z 1999. Stowarzyszenie to przygotowało i opublikowało serię oficjalnych Oświadczeń organizacji (Position Statement) w wielu dziedzinach dotyczących zagadnień związanych z życiem osób LGBT (terapia konwersyjna, małżeństwo i prawa rodzicielskie, służba w wojsku), w których jasno udowadnia, że nie ma merytorycznych podstaw do stosowania innych miar i skali ocen wobec różnych orientacji psychoseksualnych (hetero, gej lub bi).
Warto zauważyć, że w 2008 Amerykańskie Towarzystwo Psychologiczne (APA) krytykując metody terapii konwersyjnej, zalecało psychologom pomoc w wyborze abstynencji seksualnej dla tych osób, którym własne ugruntowane przekonania światopoglądowo-religijne nie pozwalają na prowadzenia normalnego, satysfakcjonującego życia jako osoba homoseksualna.

### Gwałt naprawczy
W Afryce Południowej częstą metodą próby zmiany orientacji seksualnej, zwłaszcza dziewczynek, jest zgwałcenie. Osoba homoseksualna zmuszana jest do kontaktu seksualnego z osobą odmiennej płci.

### Religia
Niektórzy z chrześcijan stwierdzają, że ich orientacja seksualna została zmieniona przez Jezusa. Grupy zajmujące się zmianą orientacji przez wiarę używają sloganu pray the gay away (módl się, by homoseksualizm odszedł). Żerują one na najbardziej podatnych osobach, dając fałszywe obietnice zmiany orientacji seksualnej.
W 2018 opublikowano wywiad z Tomaszem Pułą, który poddał się terapii konwersyjnej pod wpływem religijności matki oraz własnej. W rozmowie zwraca uwagę, że starając się zmienić orientację seksualną, zmarnował wiele energii i czasu, by próbować być kimś, kim nie jest i nigdy nie będzie. Inni twierdzą, że udało im się zmienić orientację, do takich osób należy dr Christopher Yuan.

### Homeopatia
Gero Winkelmann, członek Związku Lekarzy Katolickich w Niemczech, w swojej klinice w Unterhaching podaje osobom poddawanym pseudoterapii środki homeopatyczne zawierające patogeny chorób wenerycznych, np. kiły. Uważa on, że homoseksualność to „wrodzone zaburzenie”, które można „leczyć” z pomocą religijnej troski i homeopatii. Pseudoterapia w jego wydaniu polega na zaproszeniu osoby homoseksualnej na kilka sesji, w trakcie których podawany jej jest homeopatyczny „lek” z patogenów chorób wenerycznych, w których Winkelman widzi przyczynę homoseksualności.

### Lawendowe małżeństwo
Jedną ze stosowanych metod próby zmiany orientacji było zalecane przez psychiatrów w Polsce stwarzanie związków z kobietami.

## Ośrodki tzw. terapii konwersyjnej

### Holandia
W Holandii osobą praktykującą terapię konwersyjną jest dr Gerard van den Aardweg, który uważa homoseksualizm za chorobę i, jak sam podkreśla, zna szereg osób, których „uzdrowienie” jest efektem aktywności religijnej.

### Polska
Pseudoterapia konwersyjna jest w Polsce legalna.
W Polsce funkcjonuje grupa „Odwaga” w Lublinie, powiązana z ruchem Światło-Życie. Jest wspierana przez Kościół katolicki i była promowana przez Abp Józefa Życińskiego. Jak twierdzą przedstawiciele grupy, jej celem jest „pomoc duchowa i terapeutyczna osobom o skłonnościach homoseksualnych”, zgodnie ze wskazaniami Watykanu, zawartymi w „Liście do Biskupów Kościoła katolickiego o duszpasterstwie osób homoseksualnych” z 1986 roku. Praktykami klasyfikowanymi jako „terapia konwersyjna” zajmuje się również Stowarzyszenie „Pomoc2002” w Radomiu i grupa „Pascha” działająca w Krakowie, Warszawie, Wrocławiu.
Działalność wszystkich tych ośrodków wielokrotnie była krytykowana przez znanych polskich seksuologów, m.in. prof. Zbigniewa Lewa-Starowicza, prof. Zbigniewa Izdebskiego oraz dr Andrzeja Depkę.
W 2018 Komitet ONZ wyraził zaniepokojenie doniesieniami o publicznych i prywatnych jednostkach służby zdrowia prowadzących na osobach nieheteroseksualnych i transpłciowych tzw. „terapie konwersyjne”. Autorzy dokumentu wezwali też Polskę do zaprzestania takich praktyk.

### USA
W Stanach Zjednoczonych działa organizacja National Association for Research & Therapy of Homosexuality (NARTH), która zajmuje się promowaniem terapii konwersyjnej. Jej wieloletnim liderem był Joseph Nicolosi. Główne medyczne, edukacyjne i socjalne organizacje amerykańskie kwestionują działalność NARTH, jako niezgodną z wiedzą medyczną i szkodliwą dla rozwoju osobowego. Sama NARTH postrzegana jest przez wielu jako organizacja homofobiczna i skupiająca znanych aktywistów antygejowskich jak Anita Bryant.
27 czerwca 2007 roku trzech byłych liderów amerykańskiego ruchu Ex-gay propagującego terapię konwersyjną przeprosiło wszystkich, którzy „uwierzyli im, że jest coś złego w byciu gejem, lesbijką czy osobą transpłciową (...), którzy próbowali zmieniać integralną ich część, jednocześnie krzywdząc samych siebie, jak również swoje rodziny”. Wezwali innych liderów grup propagujących terapie konwersyjne do rozważenia długoterminowych efektów swoich działań.
30 września 2012 gubernator Kalifornii Jerry Brown podpisał ustawę zakazującą stosowania tego typu terapii wobec osób poniżej 18. roku życia. Ustawa ta zyskała pełne poparcie Kalifornijskiego Stowarzyszenia Psychologicznego i Kalifonijskiego Zarządu Nauk Behawioralnych.

## Badania nad skutecznością
Żadna z prób zmiany orientacji seksualnej nie wykazuje się skutecznością. Mimo to, organizacje religijne i polityczne (np. Kościół Jezusa Chrystusa Świętych w Dniach Ostatnich) badają z powodów ideologicznych skuteczność pseudoterapii. Organizacja APA nawołuje do rezygnowania z terapii konwersyjnej, gdyż żadne badania nie potwierdzają jej skuteczności. Takie stanowisko utrzymuje również Outright International.

### Spitzer
W 2003 Robert Spitzer opublikował w Archives of Sexual Behavior wyniki badania, analizującego orientację seksualną 200 osób, które poddały się terapii konwersyjnej. Respondentów pytano telefonicznie (według formularza) o obecną orientację seksualną oraz o orientację sprzed terapii. Większość pytanych odpowiadało, że po terapii dominującą orientacją był heteroseksualizm; całkowita zmiana orientacji należała jednak do rzadkości. Pomimo ograniczeń metodologicznych badania autor uważał, że możliwa jest zmiana orientacji przynajmniej u części osób. Badanie to było wielokrotnie komentowane, spowodowało szeroką debatę akademicką i zostało poddane przekrojowej analizie i zdecydowanej krytyce metodologicznej pod wpływem której w 2013 Robert Spitzer opublikował w Archives of Sexual Behavior ponowną ocenę swojej publikacji z 2003 roku w formie komentarza w którym przyznaje, że na podstawie jego badania nie było możliwe ustalenie, czy zarejestrowana zmiana wśród uczestników była rzeczywista, przepraszając przy tym osoby homoseksualne za to, że jego badanie zawierało nieudowodnione twierdzenia o efektywności terapii konwersyjnej.

### Badanie na 1612 osobach powiązanych z LDS
W 2015 ukazały się wyniki badania nad 1612 dawnymi członkami Kościoła Jezusa Chrystusa Świętych w Dniach Ostatnich (LDS), z których wielu próbowało podjąć terapię, która pozwalałaby im poradzić sobie z ich homoseksualnością m.in. przez zrozumienie jej, akceptację albo zmianę. Mniej niż 4% respondentów stwierdziło zmianę dominującego pociągu (do osób tej samej płci). 42% uznało, że ich terapia niczego nie zmieniła, 37% – że terapia zaszkodziła im. Wyniki badania wykazały (według badaczy), że prawdopodobieństwo modyfikacji orientacji jest bardzo niskie.

## Efekty

### Osoby poddane terapii
Poddawanie osób „terapii” wyrządza im długoterminowe szkody, do których zaliczają się m.in.:
- okaleczenie, np. w wyniku lobotomii[99],
- zespół lęku uogólnionego[16],
- poczucie winy lub wstydu[16][98],
- paramnezja[16],
- poczucie zakłopotania[16],
- dysonans poznawczy[16],
- ryzykowne i kompulsywne zachowania seksualne[100][16],
- utrata związku z osobą tej samej płci[16],
- izolowanie się od społeczeństwa (wycofanie aspołeczne)[16],
- samotność[16] i poczucie osamotnienia[101],
- utrata zaufania do ludzi[16],
- zaniżona samoocena[16],
- nienawiść wobec siebie[16],
- poczucie klęski[16],
- utrata wiary[16][100],
- narkomania[16],
- poczucie bezradności[16],
- lęk i zaburzenia lękowe[16],
- zespół stresu pourazowego[16],
- trauma[16],
- zinternalizowana homofobia[16][101],
- zaburzenia depresyjne[16][102][100],
- utratą pewności siebie[16],
- reminiscencje[16],
- wywołanie potrzeby porzucenia osób, które poddały daną osobę „terapii” w wyniku traumy[103][104],
- ostracyzm ze strony otoczenia[16],
- dysfunkcja seksualna[16],
- samookaleczenie[105],
- efekty będące następstwem traumy, np. otyłość[16],
- idealizowanie samobójstwa i rozważanie go[16][106],
- próby samobójcze i samobójstwo[16], nawet dekady po przebyciu „terapii”[107],
- śmierć w trakcie „terapii”[108].

Według badania opublikowanego w 2019 r. w Wielkiej Brytanii na grupie 4600 respondentów przez Fundację Ozanne, 458 stwierdziło, że miało styczność z terapią konwersyjną. 91 spośród nich przyznało, że próbowało popełnić samobójstwo, a dwie piąte miały myśli samobójcze. 43 respondentów stwierdziło, że brało udział w terapii wbrew własnej woli, przy czym byli częściej do niej zmuszani przez przywódców religijnych niż rodziców. 22 osoby, które wzięły udział w badaniu stwierdziły, że zostały zmuszone do aktywności seksualnej z osobą odmiennej płci.

### Osoby trzecie
Efekty „terapii konwersyjnej” mogą dotyczyć też osób trzecich, np. rodziny osób homoseksualnych poddanych tej praktyce, powodując:
- straty finansowe[16],
- poczucie winy z powodu poddania danej osoby terapii konwersyjnej[16],
- utrata lub ograniczenie kontaktu z dzieckiem w trakcie przeprowadzania terapii[16],
- eksperymentalne związki heteroseksualne[16], włącznie ze związkami, w których heteroseksualna strona nie jest świadoma tego, że bierze ślub z osobą homoseksualną,
- pogorszenie relacji rodzinnych[16],
- utrata kontaktu z dzieckiem w wyniku pogorszenia relacji rodzinnych, włącznie z utratą kontaktu na zawsze[16].

## Opieka nad osobami po przebytej terapii konwersyjnej
Ze względu na szkodliwość terapii konwersyjnej oraz jej długoletnie (lub trwające całe życie) konsekwencje wsparcie osobie cierpiącej z powodu poddania praktyce opiera się o redukcję efektów terapii konwersyjnej.

## Reakcje

### Oficjalne przeprosiny
Za stosowanie terapii konwersyjnej przeprosiło grono wielu osób, które ją stosowały, m.in.:
- Alan Chambers(inne języki)[109].
- Zbigniew Lew-Starowicz[110][111]
- Robert Spitzer[112][113][95]
- Josh Weed, gejowski bloger i aktywny członek kościoła mormońskiego, który wraz z żoną Lolly Weed ogłosili w 2018 decyzję o rozwodzie, po 16 latach małżeństwa, podczas trwania którego publiczne przekonywali o skuteczności takich związków w rzekomej zmianie orientacji seksualnej[114].

### Zakaz stosowania „terapii”

Zakaz stosowania terapii konwersyjnej z uwagi na orientację seksualną lub tożsamość płciową
De facto zakaz terapii konwersyjnej
Rozpatrywanie indywidualne
Zakaz terapii konwersyjnej w trakcie rozpatrywania lub w fazie propozycji
Brak zakazu terapii konwersyjnej

Zakaz stosowania terapii konwersyjnej z uwagi na orientację seksualną lub tożsamość płciową
     De facto zakaz terapii konwersyjnej
     Rozpatrywanie indywidualne
     Zakaz terapii konwersyjnej w trakcie rozpatrywania lub w fazie propozycji
     Brak zakazu terapii konwersyjnej

#### Poziom międzynarodowy
W 2018 Parlament Europejski potępił stosowanie praktyki i wezwał państwa członkowskie do zdelegalizowania praktyki.
W 2020 r. ekspert ONZ ds. Ochrony przed przemocą i dyskryminacją ze względu na orientację seksualną i tożsamość płciową Víctor Madrigal-Borloz przedstawiając przed Radą Praw Człowieka ONZ swój raport na temat terapii konwersyjnej wezwał do wprowadzenia globalnego zakazu takich praktyk.

#### Poziom krajowy
Praktyki terapii konwersyjnej na dzieciach są prawnie zakazane w następujących jurysdykcjach w Stanach Zjednoczonych: Vermont, Kalifornia, New Jersey, Illinois, Oregon, Waszyngton, Hawaje oraz miasta Cincinnati, Athens, Columbus, Dayton, Toledo i Seattle.
W Unii Europejskiej Malta wprowadziła ten zakaz.
Debata nad wprowadzeniem zakazu stosowania „terapii” konwersyjnej toczy się obecnie w Tajwanie.
3 lipca 2018 rząd Wielkiej Brytanii ogłosił, że przedstawi propozycje w sprawie zakończenia akceptowania terapii konwersyjnej.
W grudniu 2018 indyjski sąd skazał lekarza praktykującego na osobach homoseksualnych terapię konwersyjną.
W 2019 w Sejmie złożona została propozycja zakazu używania terapii konwersyjnych w Polsce.
W 2019 niemiecki rząd ogłosił zakazanie stosowania pseudoterapii jeszcze w tym samym roku.
W 2020 Albania została trzecim krajem Europy z zakazem pseudoterapii konwersyjnej.

### Krytyka organizacji religijnych
Niektóre środowiska religijne, w których zbliżenia homoseksualne uznawane są za naganne moralnie, potępiają wszelkie terapie, naruszające działania wynikające z wolnej woli człowieka. Szereg kościołów  dostrzega w tzw. „terapii konwersyjnej” elementy sprzeczne z chrześcijańskim kodeksem moralnym (zmuszanie do masturbacji, wprowadzanie niepokoju i lęku w intymne przeżycia, destrukcyjny dla psychiki charakter terapii).
Czołowa amerykańska organizacja zrzeszająca psychologów, Amerykańskie Stowarzyszenie Psychologiczne, zaleca, aby terapeuci i inni profesjonaliści zdrowia psychicznego odradzali pacjentom poddanie się terapii konwersyjnej jako szkodliwej dla zdrowia psychicznego i nieskutecznej w osiąganiu zamierzonego celu.

### Kampania #BornPerfect
W 2014 rozpoczęto kampanię edukacyjną i prawną #BornPerfect mającą na celu zakończenie praktykowania terapii konwersyjnej.

### Krytyka ze strony niektórych członków katolickiej inteligencji w Polsce
Pomimo że Kościół katolicki jako instytucja jest nieprzychylny prawom osób homoseksualnych, niektórzy członkowie tej wspólnoty religijnej, szczególnie osoby, które w przeszłości brały udział we współtworzeniu lub pracy ośrodków zajmujących się terapią konwersyjną, wypowiedziały się przeciwko „terapii” na łamach katolickiej prasy – „Znaku”. Poniższa krytyka stanowi jedynie krytykę zmiany orientacji seksualnej na drodze „terapii” konwersyjnej, nie musi przekładać się na poparcie dla praw mniejszości seksualnych. Nie oznacza także, że cytowane osoby mają progresywne poglądy.
Teraz już z Odwagą nie współpracuję i nie wiem, czy metody nadal są te same. Mam pewne zastrzeżenia co do skuteczności ich pracy, ponieważ nie ma żadnych dokładnych badań dotyczących rezultatów. Deklarowane zmiany orientacji mają więc charakter anegdotyczny.

– ks. dr Jacek Prusak
Jestem zdania, że przedstawianie terapii „naprawczej” (stawiającej sobie za cel doprowadzenie u pacjenta do zmiany orientacji z homo- na heteroseksualną) jako jedynej katolickiej propozycji pomocy dla osób homoseksualnych, jest nie tylko pozbawione realizmu, ale też głęboko nieuczciwe. Hasła propagandowe typu: „Nie musisz być homoseksualistą!”, albo: „Dla tych, którzy chcą, szansa wyzdrowienia wynosi sto procent!” (słowa Richarda Cohena, które słyszałem na własne uszy); powoływanie się na jeden czy drugi pojedynczy przypadek, że oto jakiś młody mężczyzna o skłonnościach homoseksualnych „wyszedł na prostą”, bo… zawarł sakramentalny związek małżeński – takie rzeczy, powtarzane przez ludzi Kościoła, są moim zdaniem przejawem „pobożnych życzeń”, a w istocie – groźnym brakiem odpowiedzialności za słowa.

– Cezary Gawryś, były redaktor naczelny „Więzi”, współpracował z lubelską „Odwagą” jako „terapeuta”
Dużo bardziej jednak boli mnie upraszczające rzeczywistość myślenie życzeniowe na temat homoseksualizmu, jakiemu ulegają niektórzy ludzie Kościoła. W trywialnej wersji takie myślenie wyraża się hasłem: leczcie się! Tutaj aż się prosi termin wishful thinking oddać słowami: pobożne życzenia.

– Cezary Gawryś, były redaktor naczelny „Więzi”, współpracował z lubelską „Odwagą” jako „terapeuta”
Powoli docierało do mnie, że każdy przypadek jest inny, że nie można stosować żadnych łatwych schematów do wyjaśnienia etiologii zjawiska. Wycofałem się też ze składania pochopnych obietnic, że przy dobrej woli możliwa jest dla każdego zmiana orientacji.

– Cezary Gawryś, były redaktor naczelny „Więzi”, współpracował z lubelską „Odwagą” jako „terapeuta”

## W mediach
Próby zmiany orientacji seksualnej były przedstawiane i komentowane w kulturze popularnej, w różnych mediach. Wśród najnowszych przykładów można wymienić: Wymazać siebie, Złe wychowanie Cameron Post, musical Księga Mormona oraz film dokumentalny Pray Away.
Przebieg terapii konwersyjnej, na przykładzie warszawskiej grupy „Pascha”, opisany jest w powieści „Chyba strzelę focha!” Mikołaja Milcke.